# Atelier de recherche et de création pour l'art lyrique
L'Atelier de recherche et de création pour l'art lyrique (ARCAL) est une compagnie nationale de théâtre lyrique et musical, régie par la loi associative du 1er juillet 1901. Elle est basée à Paris dans le 20e arrondissement. Fondée en 1983 par le metteur en scène Christian Gangneron, l'ARCAL est spécialisée dans la production de spectacles de théâtre lyrique et musical, essentiellement des créations, dont elle assure une large diffusion à Paris et en région.

## Histoire
Fondée en 1983 par Henri Ledroit et Christian Gangneron, l’ARCAL aborde l’art lyrique en poursuivant un triple objectif : production/création, recherche/formation, diffusion sensibilisation. L’alternative lyrique que promeut la compagnie consiste à proposer à un nouveau public, en investissant un réseau de salles nouvelles, un répertoire différent,. Cette politique d’action lyrique s’inscrit dans un contexte politique de décentralisation : en 1982 sont votées les lois Deferre qui bouleversent la répartition des pouvoirs entre l’État, les communes, les départements et les régions au profit des acteurs locaux. Mettant en œuvre l’esprit et les méthodes de la décentralisation théâtrale dans le domaine de l’opéra, les résidences et les partenariats avec les collectivités territoriales sont des outils essentiels au fonctionnement de la compagnie.
En novembre 1983, la Maison de la Culture d'Orléans accueille la création du premier spectacle produit par la compagnie, Orlando de Hændel, mis en scène par Christian Gangneron,,. Le projet est soutenu par le Centre d'Action Culturelle d'Orléans et du Loiret (aujourd’hui Scène nationale d’Orléans) dirigé alors par Irène Ajer,. L'année suivante, Christian Gangneron s'associe avec Jean-Paul Davois – alors responsable du secteur musique de la Maison de la culture d’Orléans – avec qui il codirige l’ARCAL pendant 15 ans,. Ils produisent alors, en 1984, Le Pauvre Matelot de Darius Milhaud au sein de la Maison de la Culture d'Orléans. La particularité de ce spectacle qui est d’être joué dans les cafés en fait un outil pour aller à la rencontre de public partout en France,,. Il est toujours produit à ce jour par la compagnie, qui en dénombre plus de 250 représentations,.
Une succession de partenariats et de résidence permettent à l'ARCAL de se structurer et de se développer financièrement. En 1986, le Centre des Arts de Cergy-Pontoise, dirigé par Jean-Marie Hordé, invite la compagnie à s'installer à Cergy-Pontoise dans le cadre d'une résidence de création assortie d'une résidence administrative permettant la structuration de la compagnie lyrique,,. En 1989, elle s'associe pour la première fois à Île-de-France Opéra et Ballet – alors dirigée par Alain Surrans – qui co-produit plusieurs spectacles de la compagnie. En 2003, Arcadi (Île-de-France) est créée en tant que structure institutionnelle d'organisme culturel régional et apporte son soutien aux projets de l'ARCAL. En 1992, la compagnie est en résidence à La Ferme du Buisson à Marne-la-Vallée, dirigée par Fabien Janelle, et suivant une convention réunissant le ministère de la Culture, le Conseil régional d'Île-de-France et le Conseil général de Seine-et-Marne. En 1995, le Syndicat d'Agglomération Nouvelle de Marne-la-Vallée - Val Maubuée apporte son soutien à l'ARCAL. Grâce à une convention réunissant les cinq partenaires, l'ARCAL a les moyens financiers nécessaires à son développement[source insuffisante].
En raison de problèmes financiers, l’ARCAL signe en 1999 une dernière convention d’un an avec la Ferme du Buisson et l’arrêt des partenariats avec le département de Seine-et-Marne et du SAN du Val-Maubuée est prévu pour l'année 2000[source insuffisante]. Ces évènements coïncident avec l’attribution du label de Compagnie Nationale de Théâtre Lyrique et Musical par le ministère de la Culture et de la Communication, dirigé alors par Catherine Trautmann. Trois autres compagnies le reçoivent à la même époque : l’Opéra Eclaté, la Péniche Opéra et l’Ensemble Justinia.

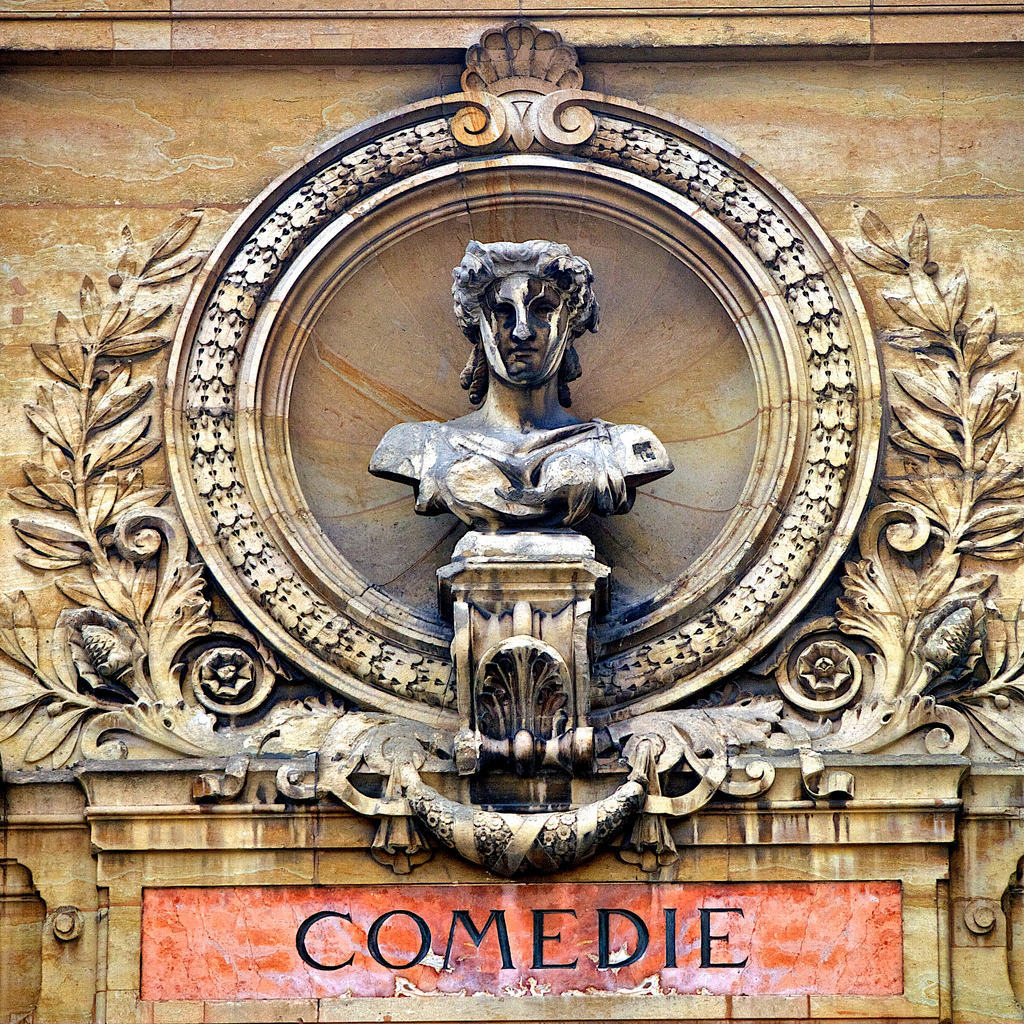
Opéra de Reims, détail de la façade.

En 2000, l'ARCAL signe une convention avec le Grand Théâtre de Reims dirigé par Serge Gaymard, la Direction des affaires culturelles de Champagne-Ardenne et le Conseil régional de Champagne Ardenne. L'ARCAL est désormais implanté sur les deux régions, l'Île-de-France et la Champagne-Ardenne, permettant une diffusion plus large de son activité,. À l’instar du Pauvre Matelot en Île-de-France, un des moments forts de cette résidence est la création de Riders to sea de Ralph Vaughan William au Grand Théâtre de Reims en 2005, suivie d’une important tournée. La même année, L'ARCAL s'installe rue des Pyrénées, dans le 20e arrondissement de Paris et dispose alors de bureaux, de deux studios de répétition et d’un atelier[source insuffisante]. Grâce à un soutien plus important de la Ville de Paris, l’ARCAL accroît ses actions artistiques et leur diffusion à Paris, développe sa vocation d’être un outil de recherche pluridisciplinaire, et devient également un lieu de résidence pour des compositeurs. Cette initiative est décrite par Alain Surrans comme « une expérience originale en ce qu'elle intègre un créateur dans une équipe artistique, sans placer l'une de ses œuvres au centre du projet. »  La DRAC soutient spécifiquement ce dispositif à partir de 2005[source insuffisante]. 

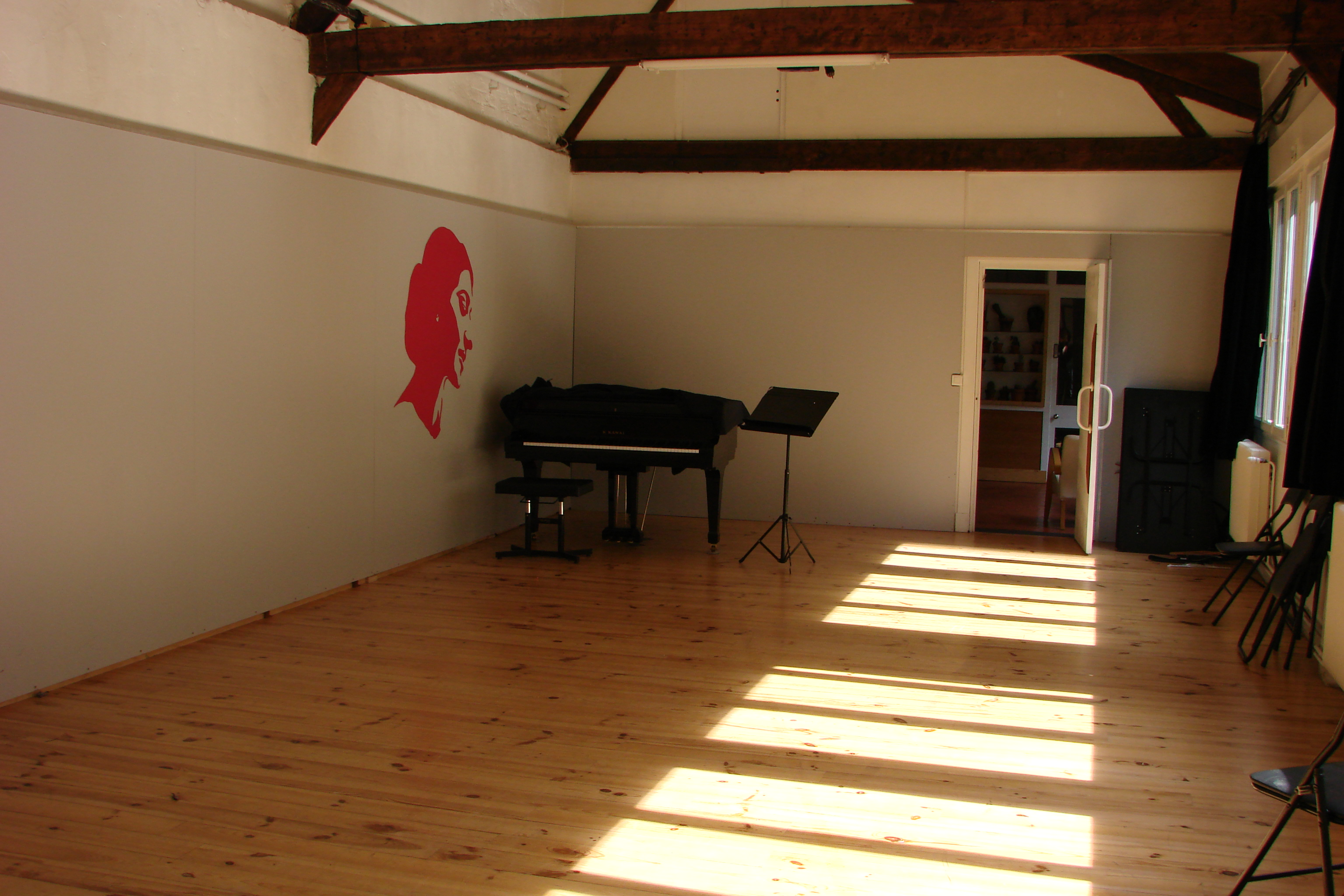
Grand studio de l'ARCAL, d'une superficie de 70 m2

En 2006, à l’issue du contrat duquel l’ARCAL bénéficiait d’un soutien conjoint de la DRAC et de la région Île-de-France, deux conventions sont mises en place : avec la DRAC une convention pluriannuelle d’objectifs, et avec la Région un conventionnement triennal au titre de la permanence artistique. La même année, la compagnie est en résidence à la Barbacane de Beynes dans les Yvelines. Cette collaboration se poursuit par un soutien à la diffusion du Département des Yvelines à partir de 2010[source insuffisante].
En 2009, Catherine Kollen est désignée par les partenaires publics de la compagnie pour la succession de Christian Gangneron. Son travail met l’accent sur la recherche pluridisciplinaire, le développement, chaque saison, d’un thème de réflexion philosophique et sociétal qui inspire l’ensemble activités de l’ARCAL et le travail des metteurs en scène,,.

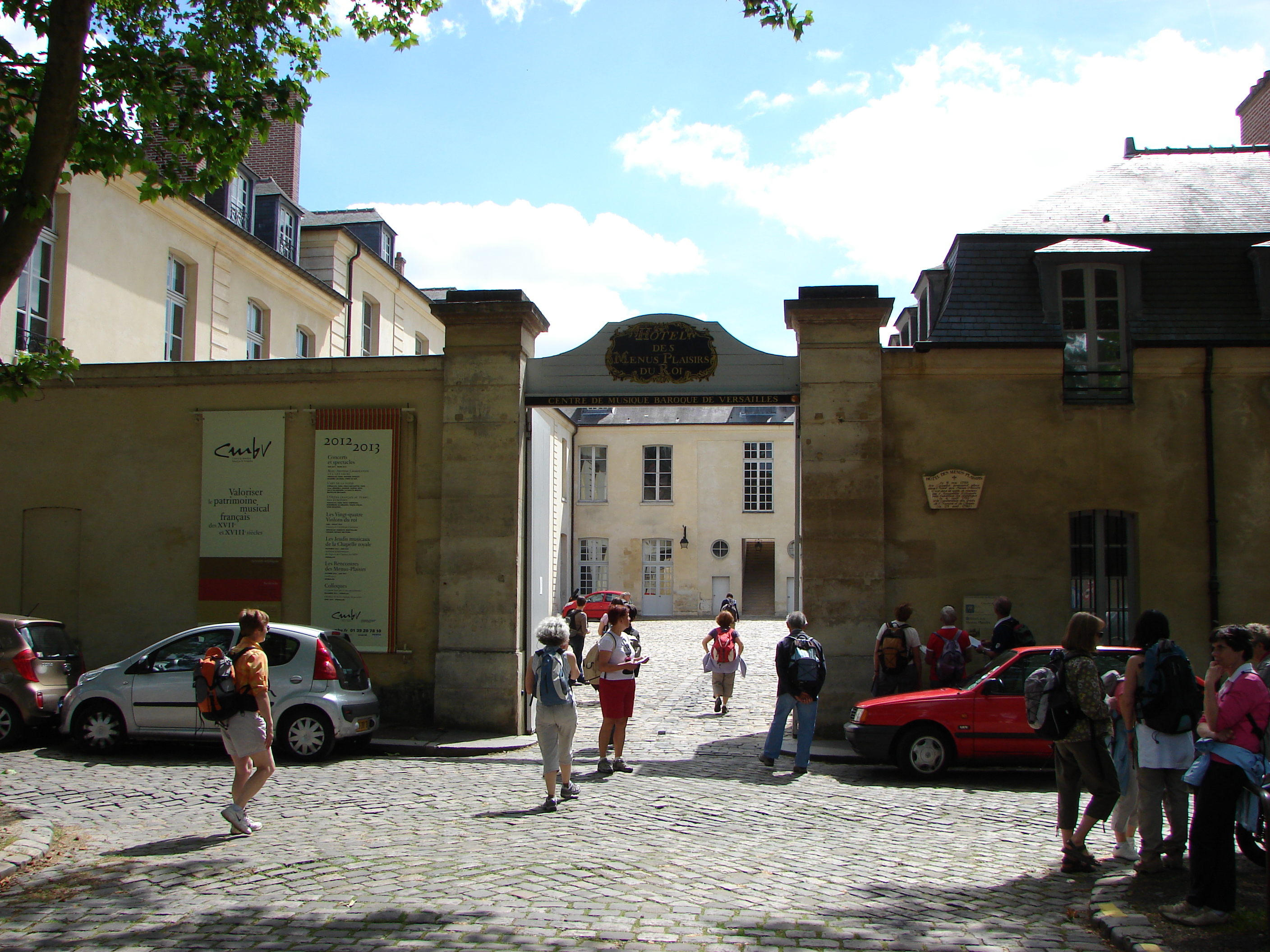
Hôtel des Menus Plaisirs, où est situé le Centre de musique baroque de Versailles.

Depuis la fin de la résidence en Champagne-Ardenne fin 2016, l’ARCAL accentue son activité en région Île-de-France, avec plusieurs résidences dans les Yvelines, l’Essonne, et de nouveaux partenariats dans le Val d’Oise et en Seine-et-Marne[source insuffisante]. Dans les Yvelines, la compagnie est Artiste associé avec le Théâtre de Saint-Quentin-en-Yvelines/Scène Nationale,, en résidence de création à la Barbacane à Beynes, partenaire du théâtre de Sartrouville Yvelines-CDN autour de la création jeune-public, et en partenariat de création avec le Centre de musique baroque de Versailles,,. Dans l’Essonne, l’ARCAL est en résidence avec la Communauté d'agglomération de l'Étampois Sud-Essonne, Le Silo de l’association Farine de Froment à Méréville et le théâtre d’Étampes (résidence de création, projets d’accueil de spectacle), et a pour partenaire régulier l’Opéra de Massy[source insuffisante].

## Missions

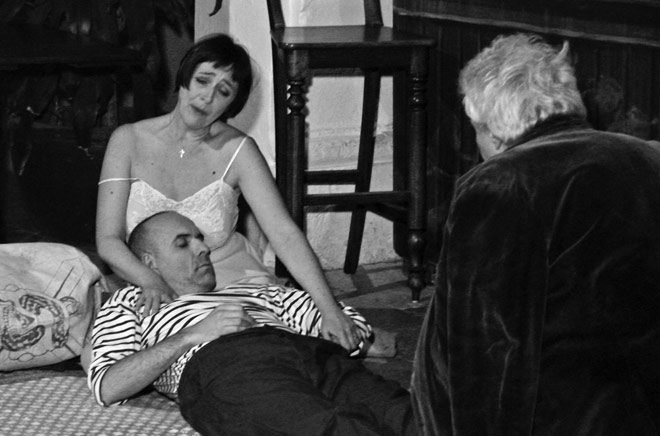
Représentation du Pauvre Matelot (musique de Darius Milhaud, texte de Jean Cocteau, production de l'ARCAL) au Théâtre Manoel du quartier de La Valette, à Malte.
De gauche à droite, Jean Delescluse (le matelot), Claudine Le Coz (sa femme), Jean-Baptiste Dumora (son ami).

L’ARCAL a pour objet d’assurer une large diffusion de l’art lyrique, et d’entreprendre un travail de formation et de recherche sur le théâtre lyrique et musical. Pour parvenir à ces objectifs, l’ARCAL travaille selon différents axes :
- produire et diffuser des opéras, des spectacles de théâtre musical, et toute autre manifestation en lien avec le but de l’association. La création et la commande d’œuvres sont des activités essentielles de la compagnie, ainsi que l’exploration d’un large répertoire incluant des œuvres méconnues
- créer un cadre pour la formation professionnelle d’artistes des arts de la scène lyrique (chanteurs, compositeurs, metteurs en scène, écrivains, comédiens, marionnettistes, chefs d'orchestre, orchestres, vidéastes, scénographes, etc.)
- organiser des actions artistiques dans différents lieux d’enseignements, des quartiers en difficulté, des maisons de retraite, des prisons, des zones rurales, des hôpitaux, ainsi que des opéras chantés par des enfants

Ces spectacles sont destinés à être présentés dans les théâtres, maison de la culture, centres d’action culturelle, ou tout autre lieu susceptible de les accueillir ou pour lesquels ils ont été produits[source insuffisante].

## Partenaires, résidences et territoires
L’ARCAL est implanté en Île-de-France, et développe une importante activité sur tout le territoire, de Paris à la grande couronne, des zones urbaines aux zones rurales.
Depuis la fin de la convention avec la Champagne Ardenne, l’ARCAL compte parmi ses partenaires publics le Ministère de la Culture et de la Communication (DRAC Île-de-France), la Région Île-de-France, la Ville de Paris, le Conseil Départemental de l’Essonne et Conseil Départemental des Yvelines.
La compagnie a des liens privilégiés avec plusieurs structures dans les Hauts-de Seine, le Val d’Oise, la Seine-et-Marne et Paris comme la Maison de la Musique de Nanterre, L’apostrophe/Scène Nationale de Cergy-Pontoise et du Val d’Oise, le Festival Baroque de Pontoise, le Théâtre-Senart/Scène nationale, le Théâtre de l’Athénée Louis-Jouvet, la POP, les écoles maternelles et primaires du 20e arrondissement de Paris et le Collège George Duhamel dans le 15e arrondissement.
Les ensembles et lieux de diffusion partenaires, les mécènes et les soutiens de la compagnie varient selon les productions. Peuvent être cités les ensembles TM+, Ars Nova ensemble instrumental, Le Poème Harmonique, la Fondation Orange, l’ONDA ou encore le Fonds de création lyrique[source insuffisante].

## Budget et moyens artistiques
L’ARCAL dispose d’un budget d’environ 1,2 million d’euros à 1,6 million d’euros.
La compagnie engage chaque saison une centaine d’intermittents du spectacle (artistes et techniciens).

## Directeurs artistiques
- 1983-2009 : Christian Gangneron[27],[28],[29]
- depuis 2009 : Catherine Kollen[29]

## Prix
2016 : prix « Meilleurs créateurs d’éléments scéniques » décerné en juin 2016 par l’Association professionnelle de la Critique de Théâtre, pour Louise Moati avec la collaboration de Benoît Labourdette (La Petite Renarde rusée, de Leoš Janáček).

## Créations
En 2001, la journaliste Marie-Aude Roux rappelle que l'ARCAL « peut aussi se flatter d’avoir contribué au succès de chanteurs comme Catherine Dubosc, Anne-Sophie Schmidt et surtout Nicolas Rivenq et Sophie Marin-Degor ».

### Années 1983–2000
- 1983 : Orlando, Georg Friedrich Haendel, d’après Orlando furioso de L'Arioste, création en novembre 1983 à la Maison de la Culture d’Orléans – mise en scène Christian Gangneron, direction musicale Diego Masson. Rôle titre : Henri Ledroit et Gérard Lesne.
- 1984 : 
  - Le Pauvre Matelot, Darius Milhaud, livret de Jean Cocteau, création en juin 1984 à la Maison de la Culture d’Orléans – mise en scène Christian Gangneron.
  - L’Ormindo, Francesco Cavalli, livret Giovanni Faustini, création en novembre 1984 au Théâtre de Lunéville – mise en scène Christian Gangneron, direction musicale Diego Masson
- 1985 : Les Perses, Frédéric Rzewski, texte de Frédéric Rzewski et Françoise Walot d'après la tragédie d'Eschyle (commande de l'Arcal), création en juillet 1985 au Festival de Radio France et Montpellier – mise en scène Christian Gangneron, direction musicale Diego Masson
  - Jonas Abraham et Isaac, Jephté, Giacomo Carissimi, création en septembre 1985 à l’Abbaye de Pontlevoy – mise en scène Christian Gangneron, conseiller musical Jean-Pierre Ouvrard
- 1986 : Cupidon et la Mort, Vénus et Adonis, Matthew Locke, Christopher Gibbons et John Blow, livret James Shirley, création en octobre 1986 au Théâtre des Arts de Cergy-Pontoise – mise en scène Christian Gangneron, direction musicale Jonathan Darlington
- 1987 : Le Tour d’écrou, Benjamin Britten, livret Myfanwy Piper d’après la nouvelle d’Henry James, création en mars 1987 au Théâtre de Caen – mise en scène Christian Gangneron, direction musicale Jonathan Darlington
- 1988 :
  - Les malheurs d’Orphée, Darius Milhaud, livret Armand Lunel, création en février 1988 à l’Opéra de Nancy – mise en scène Christian Gangneron, direction musicale Jonathan Darlington
  - Saint Jean-Baptiste, Alessandro Stradella, texte de l’abbé Girardo Ansaldi, création en octobre 1988 au Festival de Lille – mise en scène Christian Gangneron, direction musicale Marc Minkovski, Alan Curtis, ou Michael Schneider
- 1990 :
  - L’Isola disabita, Joseph Haydn, livret Pietro Metastasio, création en janvier 1990 au Théâtre de Chartres – mise en scène Christian Gangneron, direction musicale Amaury du Closel
  - Histoires sacrées, Giacomo Carissimi, Marc-Antoine Charpentier, création en avril 1990 à Senlis – mise en scène Christian Gangneron, direction musicale Béatrice Berstel – avec le chanteur et comédien Richard Biren.
  - Così fan tutte, Wolfgang Amadeus Mozart, livret Lorenzo Da Ponte, création en mai 1990 au Théâtre du Gymnase à Marseille – mise en scène Pierre Constant, direction musicale Jonathan Darlington
- 1992 : Armida (en), Joseph Haydn, d'après La Jérusalem délivrée du Tasse, création en janvier 1992 à La Ferme du Buisson–Marne-la-Vallée – mise en scène Christian Gangneron, direction musicale Christophe Coin[31].
- 1993 :
  - Il Signor Bruschino, Gioachino Rossini, livret Giuseppe Foppa, création en janvier 1993 – mise en scène Adriano Sinivia, direction musicale Denis Dubois et Christine Turellier
  - Curlew River, Benjamin Britten, livret William Plomer d’après La Rivière Sumida de Juro Motomasa d'après la pièce de théâtre nô de Juro Motomasa[32], création mai 1993 à l’Église Notre-Dame-de-la-Gloriette à Caen – mise en scène Gustavo Frigerio, direction Robert Weddle
- 1994 :
  - Le Jardin labyrinthe, musique et livret Michael Tippett, réduction orchestrale Meiron Bowen, création française janvier à La Ferme du Buisson–Marne-la-Vallée – mise en scène Christian Gangneron, direction musicale Philippe Nahon
  - Acis et Galatée, Georg Friedrich Haendel, livret John Gay, John Hugues et Alexander Pope d'après une traduction de John Dryden des Métamorphoses d'Ovide, création en novembre 1994 à la Maison de la Culture d’Amiens – mise en scène Philippe Berling, direction musicale Jean Maillet ou Yvon Repétant
- 1996 : C’est la Faute à Werther, Patrice Fouilleau (commande de l'Arcal), livret de Christian Laurent, création janvier à La Ferme du Buisson–Marne-la-Vallée – mise en scène Christian Gangneron, direction musicale Philippe Nahon 
  - Nouvelles Histoires sacrées, André Bon (commande de l'Arcal), Claudio Ambrosini, Giacomo Carissimi, livrets Michel Beretti, Sandro Cappelletto, création mai à l’église de Torcy – mise en scène Christian Gangneron, direction musicale Brian Schembri et Robert Weddle
  - La Chauve-Souris, Johann Strauss, texte d'après Le Réveillon de Meilhac et Halévy, création novembre au Carré Saint-Vincent à Orléans – mise en scène Patrice Caurier et Moshe Leiser, direction musicale Stéphane Petitjean ou Didier Puntos
- 1997 : Castor et Pollux, Jean-Philippe Rameau, livret Pierre-Joseph Bernard, création avril au Carré Saint-Vincent / Scène Nationale d’Orléans – mise en scène Christian Gangneron, direction musicale Jean-Christophe Frisch
- 1998 :
  - L’Orfeo, Claudio Monteverdi, livret Alessandro Striggio, création janvier à La Ferme du Buisson–Marne-la-Vallée – mise en scène Christian Gangneron, direction musicale Jackson ou Françoise Lasserre
  - L’Arme à Cœur, madrigaux de Claudio Monteverdi, création janvier à la Barbacane à Beynes – mise en scène Lionel Monier et Xavier Ricard, direction musicale Geoffroy Jourdain
- 1999 : Agrippine, d’après Agrippina condotta a morire de Georg Friedrich Haendel, création avril à l’Opéra-Théâtre de Besançon – mise en scène Christian Gangneron, direction musicale Jean-Christophe Spinosi[33]
- 2000 :
  - La Confession impudique, Bernard Cavanna, livret Daniel Martin d’après La Confession Impudique de Junichiro Tanizaki, création janvier au Carré Saint-Vincent / Scène Nationale d’Orléans – mise en scène Gustavo Frigerio, direction musicale Olivier Dejours
  - Raphaël, reviens !, création mars à la Maison de la Musique de Nanterre – mise en scène Christian Gangneron, direction musicale Olivier Dejours

### Années 2001-2010
- 2001 :
  - Così fan tutte, Wolfgang Amadeus Mozart, livret Lorenzo Da Ponte, création janvier à la Maison de la Musique de Nanterre – mise en scène Christian Gangneron, direction musicale Olivier Dejours ou Andreas Stoehr[34]
  - Wolfgang, caro mio !, Wolfgang Amadeus Mozart, d’après la correspondance de Mozart et des pièces vocales composées pour ses amis, création mars à Witry les Reims – conception et mise en scène Xavier Ricard, études musicales Maria Hontanilla et Emmanuel Olivier
  - Verlaine – Mélodies, ou la Fureur d’aimer, mélodies de Claude Debussy, Gabriel Fauré, Léo Ferré, Reynaldo Hahn, Oscar Strasnoy, textes Paul Verlaine, création octobre à la Motte-Tilly (Aube) – conception et mise en scène Christian Gangneron
- 2002 :
  - Merci Douglas, bonsoir, Benjamin Hertz, livret Jacques Rebotier, création février au Grand Théâtre de Reims – mise en scène Jacques Rebotier[35]
  - La Verità in cimento, Antonio Vivaldi, livret Giovanni Palazzi, création janvier au Quartz de Brest – mise en scène Christian Gangneron, direction musicale Jean-Christophe Spinosi[36]
  - La Stilla - Opéra d'Appart' , musiques de Bellini, Donizetti, Dvorak, Mozart, texte d'après Le Château des Carpates de Jules Verne, création novembre à Vitry-le-François – création et conception Xavier Ricard
- 2003 :
  - Opérette, Oscar Strasnoy (commande de l'Arcal), d’après Opérette de Witold Gombrowicz, création janvier à l’Opéra de Reims – mise en scène Christian Gangneron, direction Emmanuel Olivier et Pierre Roullier
  - Zaïna, Jonathan Pontier, texte de Lucette Salibur, création à Sartrouville – mise en scène Christian Gangneron[37].
- 2004 :
  - L'Occasione fa il ladro, Gioachino Rossini, livret Luigi Prividali, création janvier au Quartz de Brest – mise en scène Dan Jemmett, direction musicale Jean-Christophe Spinosi
  - Têtes pansues, Jonathan Pontier (commande de l'Arcal), livret Eugène Durif, création novembre à Charleville-Mézières – mise en scène Christian Gangneron, direction musicale Pierre Roullier
- 2005 :
  - Je ris de me voir si belle ou solos au pluriel, Charles Gounod, adaptation de Franck Krawczyk, création janvier à Marly-le-Roi – mise en scène Julie Brochen, direction musicale Franck Krawczyk
  - La tragique Histoire de Paillasse, musique et livret de Ruggero Leoncavallo, adaptation Pierre Roullier, création novembre à Châlons-en-Champagne – conception et mise en scène Xavier Ricard, direction musicale Pierre Roullier
- 2006 :
  - Riders to the sea, Ralph Vaughan Williams, d’après Riders to the sea de John Millington Synge, précédée de Songs of travel, Ralph Vaughan Williams, création janvier à l’Opéra de Reims – mise en scène Christian Gangneron, direction musicale Jean-Luc Tingaud, puis représentations à Rennes, Dunkerque, Troyes, Athénée, Paris[16].
  - Ni l'un ni l'autre, Matthew Lima, Yann Robin, Gilles Schuehmacher (commandes de l'Arcal) et Hugo Wolf, inspiré par Mignon dans Les souffrances du Jeune Werther de Goethe, création décembre à Langres – conception et mise en jeu Christian Gangneron, chorégraphie Samuel Faccioli et Bérengère Fournier
- 2007 : Le Pont des microludes,  Ryo Noda,  Gaspar Cassadó,  Zoltán Kodály,  Yann Robin, etc., création avril à Jouars Pontchartrain – conception et mise en jeu Christian Gangneron
- 2008 : Les Sacrifiées, Thierry Pécou (commande de l'Arcal), d’après Les Sacrifiés de Laurent Gaudé, création janvier à Nanterre - mise en scène Christian Gangneron, direction musicale Laurent Cuniot
- 2009 : Les Quatre Jumelles, Régis Campo (commande de l'Arcal), d'après la pièce de Copi, création janvier à Nanterre – mise en scène Jean-Christophe Saïs, direction musicale Laurent Cuniot
- 2010 :
  - Le Couronnement de Poppée, Claudio Monteverdi, livret Giovanni Francesco Busenello, création janvier au TGP-CDN de Saint-Denis – mise en scène Christophe Rauck, direction musicale Jérôme Corréas
  - My way to hell, Matteo Franceschini, texte Volodia Serre, création à la Cartonnerie et à l'Opéra de Reims – conception et mise en scène Volodia Serre, direction musicale Matteo Franceschini

### Années 2011-2020
- 2011 :
  - L'Histoire du soldat, Igor Stravinsky, livret Charles Ferdinand Ramuz, création janvier à l’Opéra de Reims – mise en scène Jean-Christophe Saïs, direction musicale Laurent Cuniot[20],[38].
  - Les Époux, Matteo Franceschini, livre Philippe Dorin (commande de l'Arcal), création à Dijon – mise en scène Stéphanie Félix et Christian Gangneron
  - Caligula, Giovanni Maria Pagliardi, livret Domenico Gisberti, création septembre au Festival Mondial des Théâtres de Marionnettes de Charleville-Mézières – mise en scène Mimmo Cuticchio et Alexandra Ruebner, direction musicale Vincent Dumestre[39].
- 2012 : Le Retour d’Ulysse dans sa Patrie, Claudio Monteverdi, création au TGP-CDN de Saint-Denis – mise en scène Christophe Rauck, direction musicale Jérôme Corréas[40]
- 2014 :
  - Der Kaiser von Atlantis, Viktor Ullmann, livret de Peter Kien, création janvier à la Maison de la Musique de Nanterre – mise en scène Louise Moaty, direction musicale Philippe Nahon[41].
  - Brundibár, Hans Krása, livret Adolf Hoffmeister, création avril à l'Opéra de Reims – mise en scène Louise Moaty
  - Armida, Joseph Haydn, d'après La Jérusalem délivrée du Tasse, création octobre 2014 au Théâtre de Saint-Quentin-en-Yvelines / Scène Nationale – mise en scène Mariame Clément, direction musicale Julien Chauvin
  - Dansékinou, Jérôme Ruillier (commande de l'Arcal), livret Jonathan Pontier, création novembre à la Barbacane à Beynes – mise en scène Sylvain Maurice et Aurélie Hubeau[42]
- 2016 :
  - La Petite Renarde rusée, Leoš Janáček, d’après Liška Bystrouška de Rudolf Těsnohlídek, création janvier à la Maison de la Musique de Nanterre – mise en scène et réalisation Louise Moaty, direction musicale Laurent Cuniot[43],[44],[45],[46],[47],[48],[49] — Spectacle récompensé par le prix « Meilleurs créateurs d’éléments scéniques » décerné en juin 2016 par l’Association professionnelle de la Critique de Théâtre[30].
  - Conte de Liberté/Journal d'un disparu, Leoš Janáček, poèmes de Papusza, création février à la Barbacane de Beynes – conception et mise en scène Louise Moaty
- 2017 : 
  - Désarmés cantique, Alexandros Markeas, texte de Sébastien Joanniez, création avril au Théâtre Sartrouville Yvelines CDN – mise en scène Sylvain Maurice, direction musicale et chef de chant Nicolas Jortie[q],[50],[51].
  - Chimène ou Le Cid, Antonio Sacchini – mise en scène de Sandrine Anglade, direction musicale Julien Chauvin, Le concert de la Loge, Les Chantres du Centre de musique baroque de Versailles[52],[53].
- 2018 :
  - Didon et Énée, Henry Purcell, création en janvier 2018 — mise en scène Benoît Bénichou, Ensemble Diderot, direction musicale et violon, Johannes Pramsohler[54],[55],[56],[57],[58],[59].

### Années 2021 …
- 2023
  - 7 juin 2023 : Opéra de Montpellier : Orfeo, Antonio Sartorio, Orchestre national Montpellier Occitanie, Philippe Jaroussky (direction musicale), Benjamin Lazar (mise en scène), coproduction Arcal, Ensemble Artaserse, opéra de Montpellier[60],[61],[62],[63],[64],[65],[66].

### Archives Arcal
1. ↑  « Orlando », sur Arcal-lyrique.fr (consulté le 31 mars).
2. ↑  Arcal Lyrique, Résumé des débats du Conseil d’administration tenu le 6 mars 1997, dans les bureaux de Seleco, commissaire aux comptes, à Paris, 6 mars 1997, Paris. Archives Arcal.
3. ↑  « Le Pauvre Matelot », sur Arcal-lyrique.fr (consulté le 31 mars 2017).
4. ↑  « Fiche presse matelot » [PDF], sur arcal-lyrique.fr, 2015.
5. ↑  Arcal Lyrique, Procès-verbal du conseil d’administration de l’ARCAL, siège social de l'Arcal, à Paris, 29 juin 1986, Paris. Archives Arcal.
6. ↑  Arcal Lyrique, Syndicat d'Agglomération Nouvelle de Marne-La-Vallée-Val-Maubuée, Département de Seine et Marne, Conseil Régional d'Île-de-France, Ministère de la Culture, Convention du 1er janvier 1996 au 31 décembre 1997, juin 1995, Melun, 5 p. Archives Arcal.
7. ↑  Arcal Lyrique, Procès-verbal du conseil d’administration de l’ARCAL, bureaux du cabinet SELECO, Commissaire aux comptes, à Paris, 30 juin 1999, Paris. Archives Arcal.
8. ↑  Arcal Lyrique, Procès-verbal du conseil d’administration de l’ARCAL, bureaux du cabinet SELECO, Commissaire aux comptes, à Paris, 27 juin 2001, Paris. Archives Arcal.
9. ↑  Arcal Lyrique, Procès-verbal du conseil d’administration de l’ARCAL, bureaux de l’ARCAL, à Paris, 23 octobre 2000, Paris. Archives Arcal.
10. ↑  Arcal Lyrique, Procès-verbal du conseil d’administration de l’ARCAL, bureaux du cabinet SELECO, Commissaire aux comptes, à Paris, 16 décembre 2005, Paris. Archives Arcal.
11. ↑  Arcal Lyrique, Procès- Verbal du conseil d'administration de l'ARCAL, siège social de l'ARCAL rue des Pyrénées à Paris, 16 décembre 2005, Paris. Archives Arcal.
12. ↑  « Projet », sur Arcal-lyrique.fr (consulté le 31 mars 2017).
13. ↑  Arcal Lyrique, « Le déploiement territorial », Arcal en Île-de-France : Une nouvelle dynamique des territoires et des publics, juillet 2016-juillet 2019, décembre 2016, p. 6. Archives Arcal.
14. ↑  Arcal Lyrique, « Une implantation forte dans les Yvelines », Arcal en Île-de-France : Une nouvelle dynamique des territoires et des publics, juillet 2016-juillet 2019, décembre 2016, p. 14. Archives Arcal.
15. ↑  Arcal Lyrique, « Bilan qualitatif : zones géographiques et partenariats avec les lieux programmateurs », Rapport d’activité année 2016, présenté lors de l’assemblée générale ordinaire du mercredi 3 mai 2017, 2017, Paris p. 12-13. Archives Arcal.
16. ↑  « Partenaires », sur Arcal-lyrique.fr (consulté le 21 avril 2017).
17. ↑  « Saisons antérieures », sur Arcal-lyrique.fr (consulté le 18 avril 2017).